# Supercoppa olandese 2020 (pallavolo femminile)
La Supercoppa olandese 2020 si è svolta dal 3 al 4 ottobre 2020: al torneo hanno partecipato quattro squadre di club olandesi e la vittoria finale è andata per la quinta volta, la quarta consecutiva, allo Sliedrecht.

## Regolamento
A causa della pandemia di COVID-19, che ha comportato l'interruzione anticipata dell'Eredivisie senza la definizione di un vincitore, la formula canonica del torneo è stata rivista trasformandola in una sfida fra le prime quattro formazioni in classifica al momento dell'interruzione del campionato, una delle quali anche campionessa in carica della Coppa dei Paesi Bassi.
Le squadre hanno disputato semifinali e finale con la formula della Final Four.

## Squadre partecipanti
| Squadra    | Qualificazione                                            | Ultima partecipazione    |
| ---------- | --------------------------------------------------------- | ------------------------ |
| Apollo 8   | 1ª in Eredivisie                                          | Supercoppa olandese 2019 |
| Eurosped   | 3ª in Eredivisie                                          | Supercoppa olandese 2018 |
| Sliedrecht | 2ª in Eredivisie / Vincitrice della Coppa dei Paesi Bassi | Supercoppa olandese 2019 |
| Sneek      | 4ª in Eredivisie                                          | Supercoppa olandese 2017 |

## Torneo

### Tabellone
|  | Semifinali | Semifinali |  |          | Finale     | Finale |
|  |            |            |  |          |            |        |
|  | Apollo 8   | 2          |  |          |            |        |
|  | Apollo 8   | 2          |  |          |            |        |
|  | Eurosped   | 3          |  |          |            |        |
|  | Eurosped   | 3          |  | Eurosped | 1          |        |
|  |            |            |  | Eurosped | 1          |        |
|  |            |            |  |          | Sliedrecht | 3      |
|  | Sliedrecht | 3          |  |          | Sliedrecht | 3      |
|  | Sliedrecht | 3          |  |          |            |        |
|  | Sneek      | 0          |  |          |            |        |
|  | Sneek      | 0          |  |          |            |        |

### Risultati

#### Semifinali
| 3 ottobre 2020 Van der Knaaphal, Ede Durata: ? - Spettatori: ? | Apollo 8   | 2 - 3 | Eurosped | 23-25, 25-20, 20-25, 25-23, 13-15 |
| 3 ottobre 2020 Van der Knaaphal, Ede Durata: ? - Spettatori: ? | Sliedrecht | 3 - 0 | Sneek    | 25-18, 25-15, 25-20               |

#### Finale
| 4 ottobre 2020 Van der Knaaphal, Ede Durata: ? - Spettatori: ? | Sliedrecht | 3 - 1 | Eurosped | 24-26, 25-17, 25-21, 25-18 |